# Melleran
Melleran és un municipi francès situat al departament de Deux-Sèvres i a la regió de la Nova Aquitània. L'any 2007 tenia 511 habitants.

## Demografia

### Població
El 2007 la població de fet de Melleran era de 511 persones. Hi havia 216 famílies de les quals 52 eren unipersonals (20 homes vivint sols i 32 dones vivint soles), 84 parelles sense fills, 68 parelles amb fills i 12 famílies monoparentals amb fills.
La població ha evolucionat segons el següent gràfic:
Habitants censats

### Habitatges
El 2007 hi havia 300 habitatges, 214 eren l'habitatge principal de la família, 56 eren segones residències i 30 estaven desocupats. Tots els 299 habitatges eren cases. Dels 214 habitatges principals, 193 estaven ocupats pels seus propietaris, 19 estaven llogats i ocupats pels llogaters i 2 estaven cedits a títol gratuït; 3 tenien una cambra, 7 en tenien dues, 23 en tenien tres, 48 en tenien quatre i 133 en tenien cinc o més. 173 habitatges disposaven pel capbaix d'una plaça de pàrquing. A 87 habitatges hi havia un automòbil i a 105 n'hi havia dos o més.

### Piràmide de població
La piràmide de població per edats i sexe el 2009 era:
| Homes | Edats   | Dones |
| ----- | ------- | ----- |
| 0     | 95 o +  | 0     |
| 0     | 90 a 94 | 4     |
| 12    | 85 a 89 | 8     |
| 8     | 80 a 84 | 12    |
| 12    | 75 a 79 | 32    |
| 16    | 70 a 74 | 20    |
| 20    | 65 a 69 | 12    |
| 20    | 60 a 64 | 12    |
| 16    | 55 a 59 | 8     |
| 16    | 50 a 54 | 28    |
| 16    | 45 a 49 | 12    |
| 28    | 40 a 44 | 12    |
| 16    | 35 a 39 | 24    |
| 4     | 30 a 34 | 12    |
| 20    | 25 a 29 | 4     |
| 8     | 20 a 24 | 12    |
| 4     | 15 a 19 | 12    |
| 28    | 10 a 14 | 12    |
| 24    | 5 a 9   | 8     |
| 8     | 0 a 4   | 4     |

## Economia
El 2007 la població en edat de treballar era de 303 persones, 196 eren actives i 107 eren inactives. De les 196 persones actives 178 estaven ocupades (102 homes i 76 dones) i 18 estaven aturades (6 homes i 12 dones). De les 107 persones inactives 53 estaven jubilades, 15 estaven estudiant i 39 estaven classificades com a «altres inactius».

### Ingressos
El 2009 a Melleran hi havia 226 unitats fiscals que integraven 521,5 persones, la mediana anual d'ingressos fiscals per persona era de 13.762 €.

### Activitats econòmiques
Dels 23 establiments que hi havia el 2007, 1 era d'una empresa extractiva, 1 d'una empresa alimentària, 3 d'empreses de fabricació d'altres productes industrials, 8 d'empreses de construcció, 5 d'empreses de comerç i reparació d'automòbils, 2 d'empreses de transport, 2 d'empreses d'hostatgeria i restauració i 1 d'una empresa de serveis.
Dels 10 establiments de servei als particulars que hi havia el 2009, 2 eren tallers de reparació d'automòbils i de material agrícola, 3 paletes, 1 guixaire pintor, 3 fusteries i 1 lampisteria.
L'únic establiment comercial que hi havia el 2009 era una fleca.
L'any 2000 a Melleran hi havia 33 explotacions agrícoles que ocupaven un total de 1.344 hectàrees.

## Equipaments sanitaris i escolars
El 2009 hi havia una escola elemental integrada dins d'un grup escolar amb les comunes properes formant una escola dispersa.

## Poblacions més properes
El següent diagrama mostra les poblacions més properes.